# Mauméjean
Pour les articles homonymes, voir Mauméjean.
 (juillet 2020).
Si vous disposez d'ouvrages ou d'articles de référence ou si vous connaissez des sites web de qualité traitant du thème abordé ici, merci de compléter l'article en donnant les références utiles à sa vérifiabilité et en les liant à la section « Notes et références ».

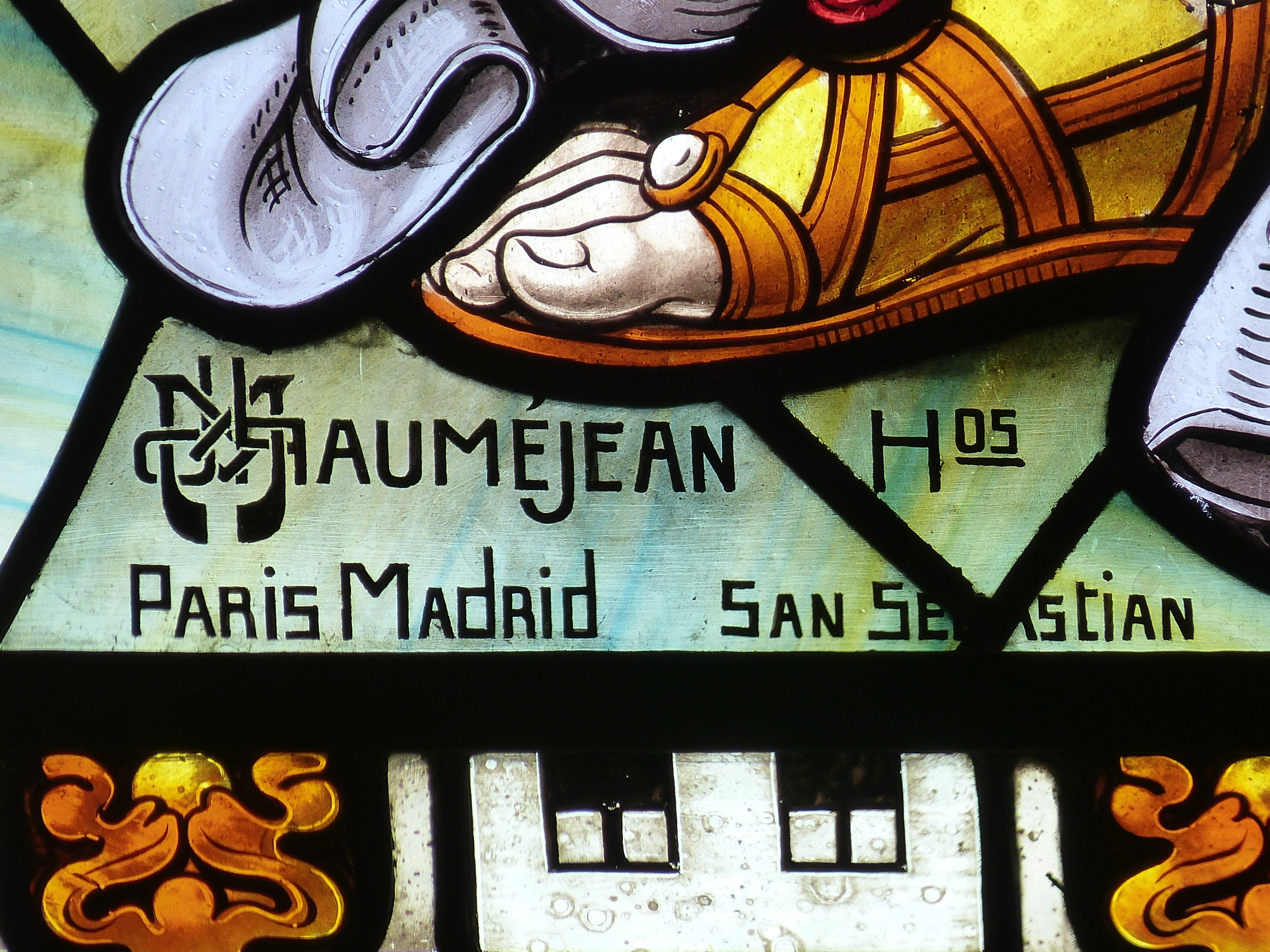
Signature de la maison sur un vitrail de l'église de Saint-Jean-Baptiste de Arucas (îles Canaries).

Mauméjean est la signature en nom collectif de maîtres-verriers et mosaïstes, dont les activités se déroulent, dans leurs ateliers, sur trois générations.

## Généalogie
Les Mauméjean forment une dynastie de maîtres-verriers qui s'est éteinte au milieu du XXe siècle :
- Joseph Mauméjean né à Dax en 1809 et mort le 1er août 1872, peintre sur faïence, est à l'origine de la lignée.
  - Jules Pierre Mauméjean (né en 1837 à Saint-Esprit. et mort en 1909 à Saint-Sébastien), peintre et maître verrier.
    - Joseph Jules Edmond Mauméjean, dit José (1869-1952), peintre et maître verrier.
      - Marie Mauméjean
      - Georges Mauméjean, (1902-1970), peintre sur verre.
      - Jean Simon Henri Mauméjean, dit Henri (1871- Madrid 1932), peintre et maître verrier.
      - Léon Ernest Thomas Mauméjean, dit Léon (1878- Paris 1921), peintre et maître verrier.
      - Marie-Thérèse, Gabrielle, Blanche Mauméjean, dite Thérèse
      - Charles Émile Joseph Mauméjean, dit Carl (1888 - Paris 1957), peintre et maître verrier.

Autre membres :
- Xavier Mauméjean (1963-), écrivain.
- Pamela Farland (1951-), artisan bijoutier.
- Catherine Folatre (1944-) artiste peintre.

## Histoire des Ateliers
L'histoire des ateliers est aussi celle des maîtres verriers de la dynastie Mauméjean.

### Le fondateur

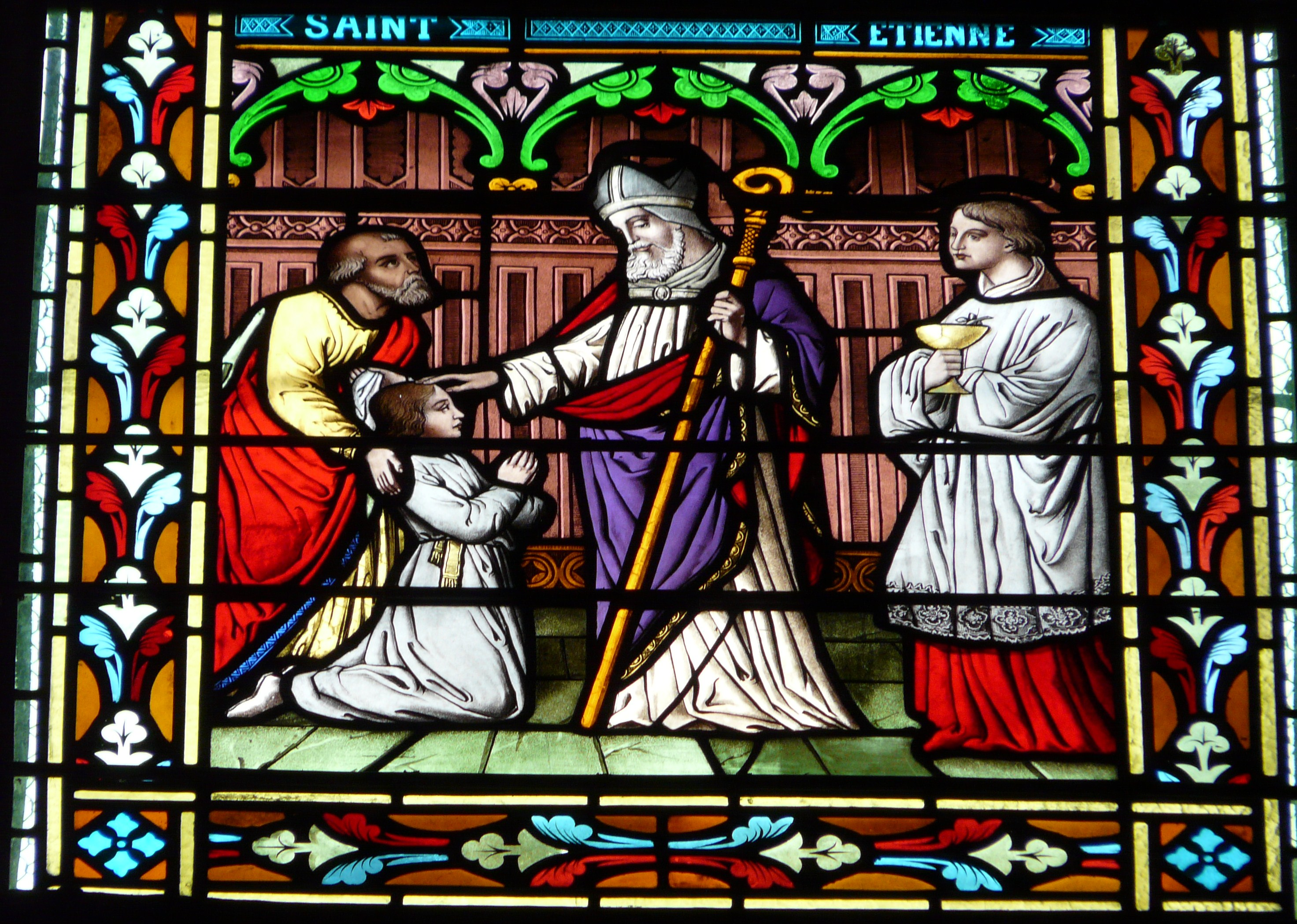
Vitrail réalisé en 1887 par Jules dans l'église Notre-Dame-de-l'Assomption de Cauterets.

Elle débute avec Jules Pierre Mauméjean qui devient peintre-verrier après avoir reçu sa formation artistique de son père Joseph et son grand-père maternel, Jacques Dufau, tous deux peintres sur faïence.
Il complète sa formation dans l'école des beaux-arts de Bordeaux et aux Beaux-Arts de Paris et divers ateliers de verriers.
En 1860 Jules Pierre Mauméjean, alors âgé de 23 ans, établit, à Pau, son premier atelier, la Manufacture Mauméjean dont la raison commerciale est : « Manufacture de vitraux  pour églises et oratoires. Fournitures pour enseignes et étendards. Peintures murales. Installation de stores pour appartement remplaçant avantageusement les persiennes. »
En 1890 Jules installe un atelier à Anglet, dans le quartier des Sept-Cantons. En 1893, l’atelier est déplacé à Biarritz.
Les ateliers de Jules Mauméjean équipent de vitraux bon nombre d’églises, d’établissements publics , et de maisons particulières, d'abord en Béarn et au Pays basque, puis, la notoriété venant, dans le Sud-Ouest. Ses relations avec les cercles madrilènes lui fournissent de nombreuses commandes si bien qu'il établit des ateliers (Madrid et Saint-Sébastien puis Barcelone) et finit par devenir le maître-verrier officiel de la Maison Royale d’Alphonse XII.

### Les maîtres-verriers
Jules Pierre Mauméjean se marie avec Marie Honorine Lalanne et ils ont cinq enfants, tous nés à Pau : Joseph, Henri, Léon, Marie et Charles.
Les quatre garçons reçoivent de leur père une solide formation artistique et pratique qui fait d'eux d’habiles peintres sur verre. Tous complètent leur formation dans les écoles de beaux-arts de Bordeaux et Paris. L’aîné de la famille, Joseph, et son frère Henri sont des disciples de Jean Anglade. Ils acquièrent une grande variété de savoir-faire en travaillant dans divers ateliers de verriers, à Paris et à Nancy.
Joseph, Henri et Carl travaillent en collaboration tandis que Léon fonde un atelier indépendant, à Paris.

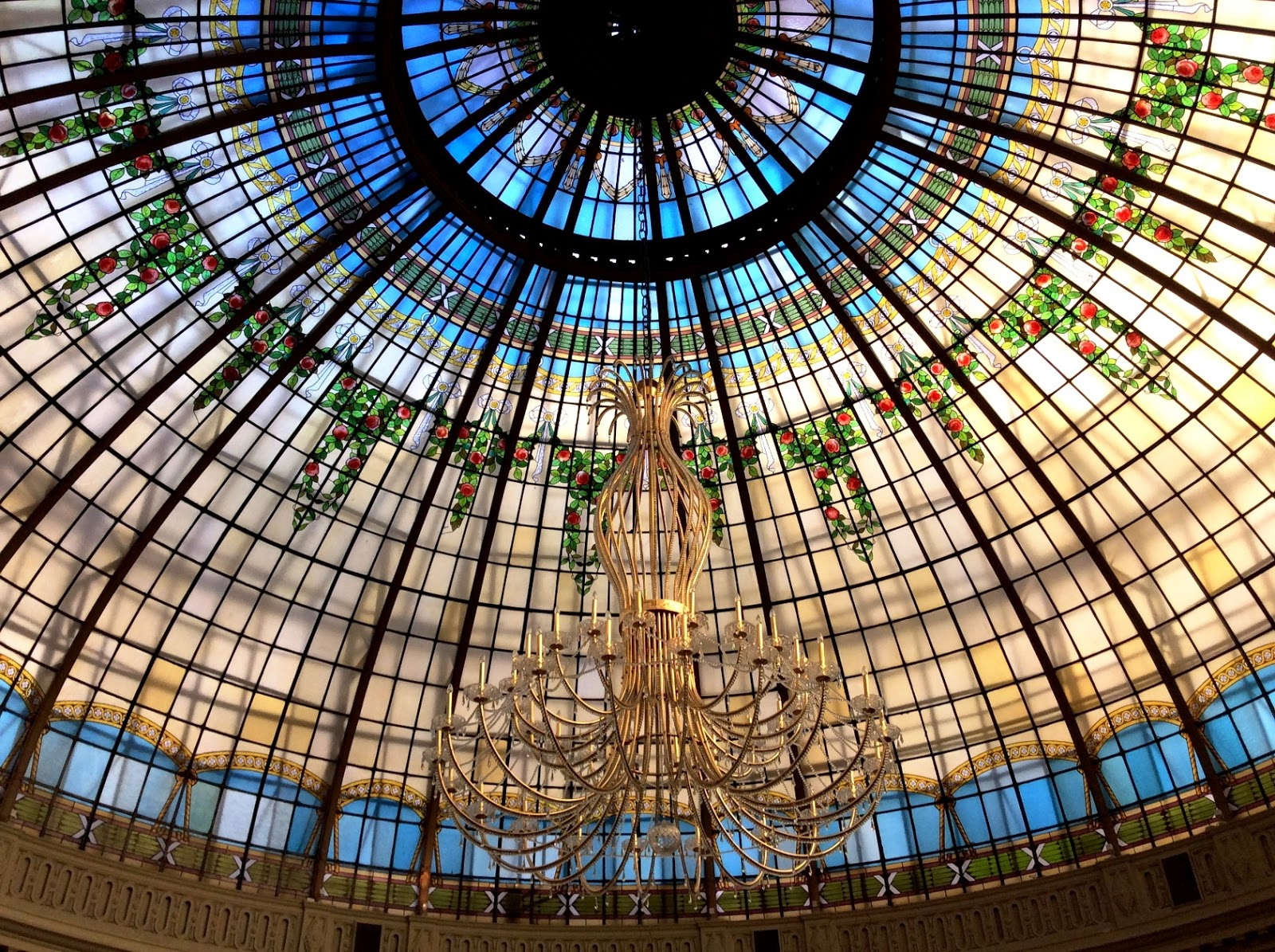
Coupole de l'hôtel Palace à Madrid.

À partir de 1897, l’aîné de la famille, Joseph, puis son frère Henri, font de fréquents séjours à Madrid pour contrôler les divers ateliers espagnols, et y trouver de nouveaux clients que suscitait l'élan de restauration des édifices religieux, à la fin du XIXe siècle et au début du XXe siècle. Ils créent une société savante destinée à promouvoir l'art nouveau et le modern style, ce qui les conduit à travailler, avec des architectes contemporains tels que Gaudi.
Le 3 mai 1909, Jules Mauméjean, décède à Saint Sébastien. Il lègue l'ensemble de ses ateliers à ses fils. Dès lors, vers 1910, Joseph et Henri s'établissent en Espagne, ce qui les conduit à hispaniser leur nom en José Mauméjean et Henrique Maumejean. Charles se fait alors appeler Carl.
Les ateliers madrilènes sont organisés comme une usine moderne avec des bureaux d'études et de dessins, adossés à un important fonds documentaire sur l'art gothique et classique destiné plus particulièrement à la restauration de vitraux anciens. La réalisation des vitraux est confiée à des équipes de verriers, chacun ayant sa spécialité, qui des visages, qui des mains, etc. Ce qui permettait de satisfaire rapidement de nombreuses commandes.
Ils œuvrent à la modernisation des techniques en allégeant les barlotières qui structurent les vitraux. Leur séjour dans les écoles et ateliers de verrier Nancéiennes leur permet d'introduire quelques importantes innovations telle que le cloisonné qui permet d'alléger et d'agrandir les panneaux et les cabochons de verre épais écaillés et taillés qui donnent du relief en créant des jeux de lumière.
L'atelier de San Sébastien se spécialise dans la mosaïque, technique dans laquelle Charles se distinguait tout particulièrement dans son atelier parisien.
En 1910, les frères Mauméjean créent  un nouvel atelier à Paris avec pour raison sociale : Mosaïque–Émaux de Venise, qui devient deux ans plus tard la Société Anonyme Mauméjean, au même endroit.
Peu après, ils ouvrent à Hendaye, un nouvel atelier qui, au fil du temps, a un grand succès commercial.
Pendant la Seconde Guerre mondiale et jusqu’en 1941, Joseph Mauméjean continue de diriger l’atelier de Madrid, et voyage au Maroc, où réside sa fille avec l’intention d’y établir un nouvel atelier, projet que son âge ne lui permettra pas de conduire à son terme. Henri qui dirigeait l’atelier de Madrid, meurt en 1932, en laissant la charge à son frère José qui meurt en 1952. Cinq ans plus tard, Carl meurt à Paris. La lignée des maîtres-verriers s’éteint avec son fils Georges mort en 1970. Xavier Mauméjean, petit-fils de Georges, est écrivain et éditeur. Pamela Farland, arrière-petite-fille d'Henri, est créatrice de bijoux et artisan.

### Prix et récompenses
Les maîtres-verriers Mauméjean, œuvrent sur trois générations. Il fondent un véritable empire industriel dans un métier resté artisanal, ce qui leur permet de satisfaire de nombreuses commandes, pas seulement en France et en Espagne où ils s’étaient établis mais aussi dans le reste de l’Europe, l’Afrique, l’Asie et l’Amérique.

Leurs productions tant religieuses que civiles, peuvent dénoter un discret engagement politique, contre le nazisme par exemple. Ils ont participé à plusieurs expositions internationales, Madrid (1894), Paris (1925 et 1937), Philadelphie et Pampelune (1926), Milan et Madrid (1927), Séville (1930), etc. qui leur ont valu d'accumuler les récompenses.

## Églises décorées par les Ateliers Mauméjean
Par ordre alphabétique de localités
EN FRANCE
- Agen (Lot-et-Garonne)
  - Église du Sacré-Coeur

- Angoulême (Charente)
  - Église Notre-Dame d'Obézine

- Arcachon (Gironde)
  - Temple protestant

- Arques-la-Bataille (Seine-Maritime) 
  - Église Notre-Dame

- Belle-Île-en-Mer (Morbihan)
  - Église Saint-Gérand du Palais

- Biarritz (Pyrénées-Atlantiques)
  - Église Saint-Charles

- Calmont (Aveyron) 
  - Basilique Notre-Dame de Ceignac

- Châteaulin (Finistère)
  - Prieuré Saint-Idunet

- Colombes (Hauts-de-Seine)
  - Église Sainte-Marie-des-Vallées (1933)

- Coudeville-sur-Mer (Manche)
  - Église Saint-Georges (1948)

- Crusnes (Meurthe-et-Moselle) 
  - Église Sainte-Barbe

- Déols (Indre)
  - Église Saint-Étienne

- Fougères (Ille-et-Vilaine)
  - Église Notre-Dame-de-Bonabry

- Grand-Couronne, ancienne commune des Essarts (Seine-Maritime)
  - Chapelle de la Maison diocésaine

- Guissény (Finistère)
  - Chapelle Notre-Dame de Brendaouez

- Hinx (Landes)
  - Église de Saint-Martin

- Ivry-sur-Seine (Val de Marne)
  - Église Saint Pierre-Saint Paul

- Juvisy-sur-Orge (Essonne)
  - Église Notre-Dame-de-France

- La Teste-de-Buch (Gironde)
  - Église Saint-Vincent

- Le Palais (Morbihan)
  - Église Saint-Gérand

- Le Teich (Gironde) 
  - Église Saint-André

- Lons (Pyrénées-Atlantiques) 
  - Église Saint-Julien

- Montestrucq (Pyrénées-Atlantiques)
  - Église Saint-Jean-Baptiste

- Montgeron (Essonne)
  - Église Saint-Jacques

- Paris
  - Chapelle Notre-Dame-de-la-Médaille-miraculeuse (7e arrondissement)
  - Église Sainte-Anne de la Butte-aux-Cailles (13e arrondissement)
  - Chapelle Saint-Joseph, Hôpital Saint-Joseph (14e arrondissement)
  - Église du Cœur-Immaculé-de-Marie (16e arrondissement)
  - Église Saint-Pierre-de-Chaillot (16e arrondissement)
  - chapelle Sainte-Bernadette (16e arrondissement) (1937)
  - Église Notre-Dame-du-Bon-Conseil (18e arrondissement)[12]
  - Église Saint-François-d'Assise (19e arrondissement )
  - Église Saint-Jean-Bosco (20e arrondissement)

- Pau (Pyrénées-Atlantiques)
  - Église Saint-Jacques
  - Église Saint-Martin

- Riantec (Morbihan)
  - Église Sainte-Radegonde (vers 1941)

- Rodez (Aveyron)
  - Chapelle du Couvent des Sœurs Franciscaines

- Saint-Germain-des-Fossés (Allier)
  - Basilique Notre-Dame

- Saint-Germain-sur-Ay (Manche)
  - Église Saint-Germain

- Saint-Gilles (Manche)
  - Église Saint-Gilles (1956)

- Saint-Jean-des-Champs (Manche)
  - Église Saint Jean Baptiste

- Saint-Lary-Soulan (Hautes-Pyrénées)
  - Église Saint-Bertrand-de-Comminges

- Saint-Pierre-d'Irube (Pyrénées-Atlantiques)
  - Église Saint-Pierre

- Sées (Orne)
  - Chapelle de l'ancien Grand Séminaire (1945)

- Thonon (Haute-Savoie) 
  - Église Notre-Dame du Léman

- Toulouse (Haute-Garonne)
  - Église Sainte-Thérèse-de-l'Enfant-Jésus (vers 1958)

- Urrugne (Pyrénées-Atlantiques)
  - Église Saint-Vincent

- Vitry-sur-Seine (Val-de-Marne)
  - Chapelle Saint-Marcel (1935)

À L'ÉTRANGER
Espagne
- Fontarrabie
  - Église Notre-Dame-de-l'Assomption

- Saint-Sébastien
  - Église San Vicente

États-Unis
- Chicago (Illinois)
  - Église Sainte-Ita

- Totowa (New Jersey)
  - Église Saint-James

Île Maurice
- Quatre Bornes
  - Église Notre-Dame-du-Rosaire

## Galerie

Mosaïques
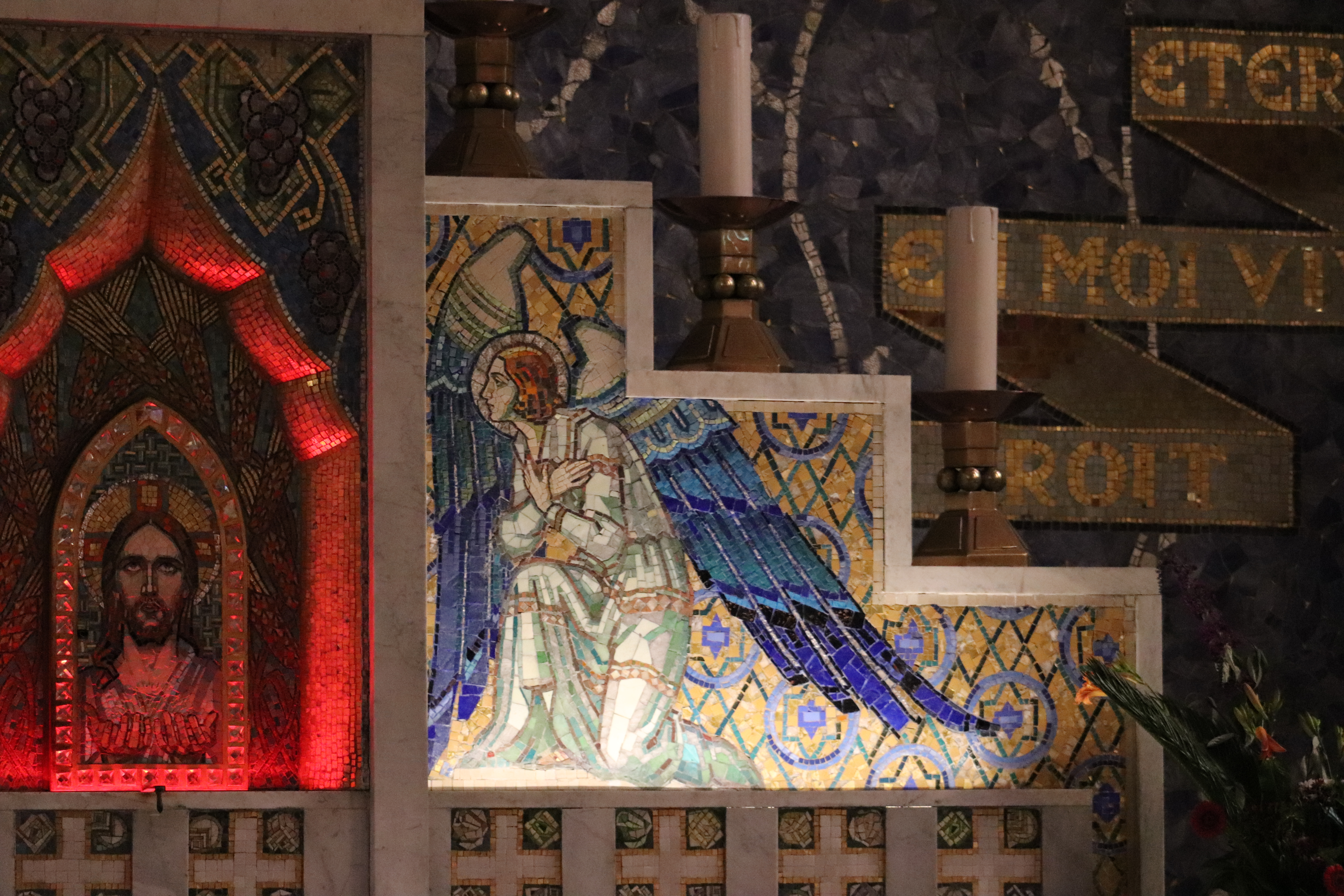
Église Saint-Gérand du Palais.
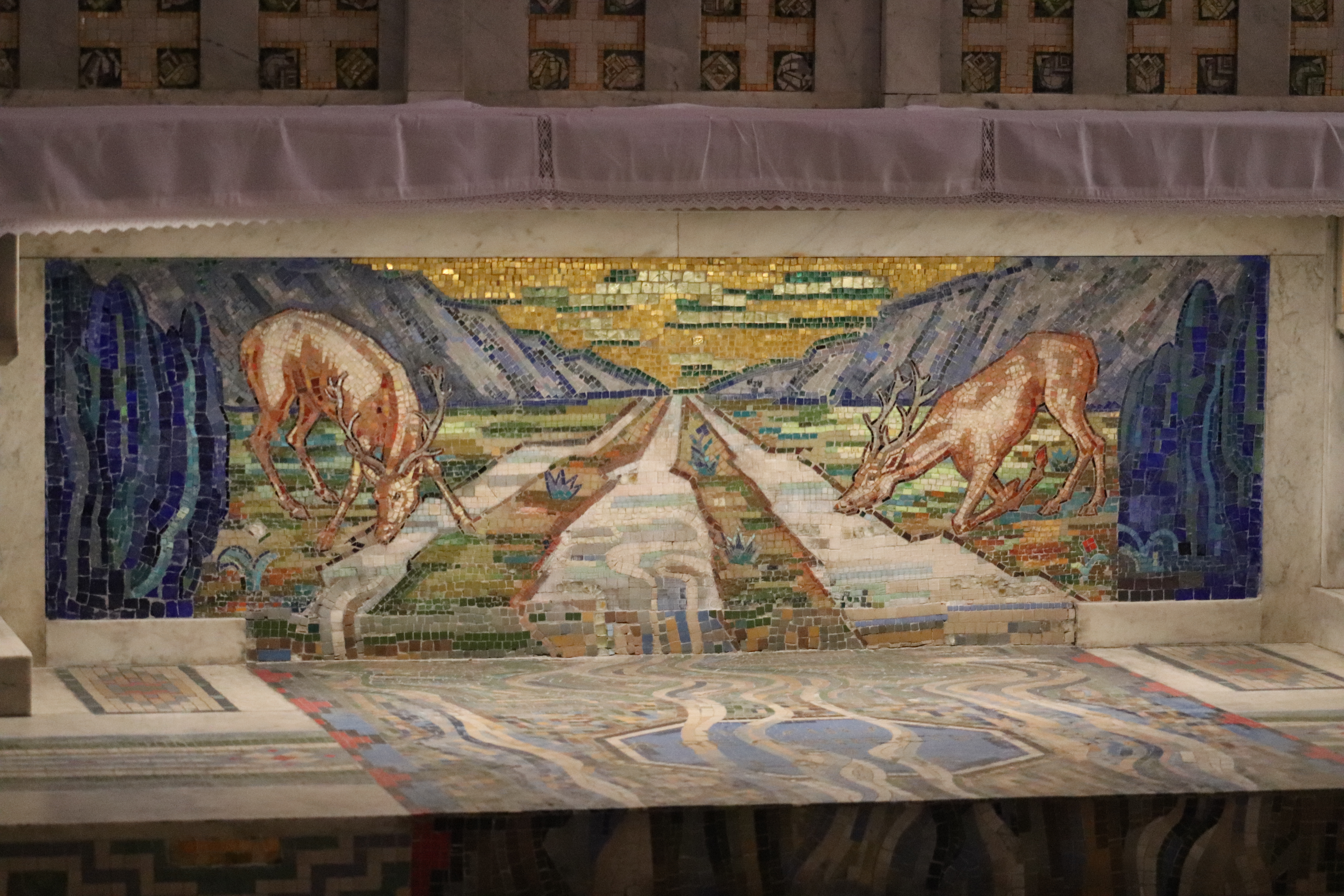
Église Saint-Gérand du Palais. Autel.

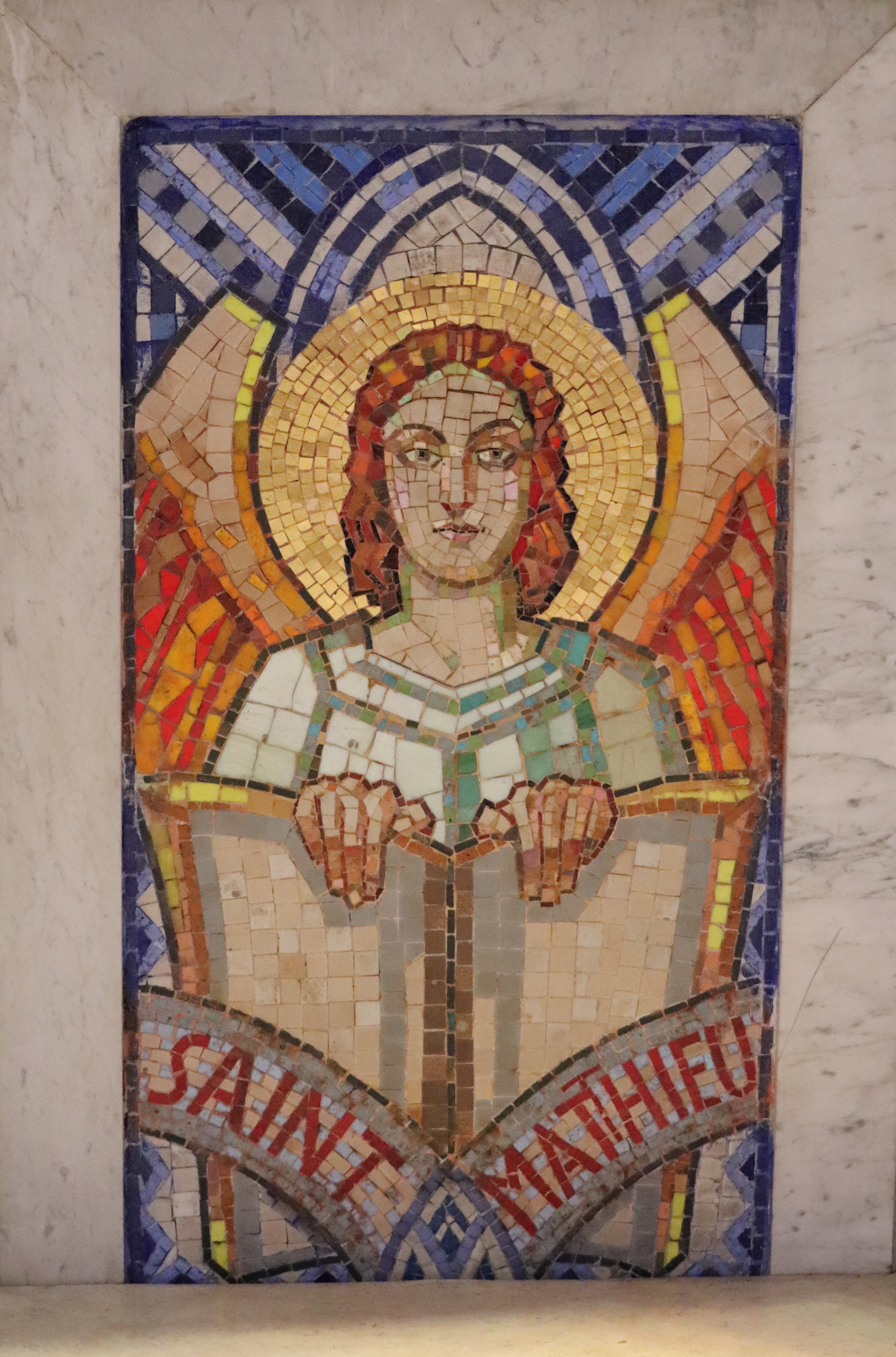
Église Saint-Gérand du Palais. Saint Matthieu.
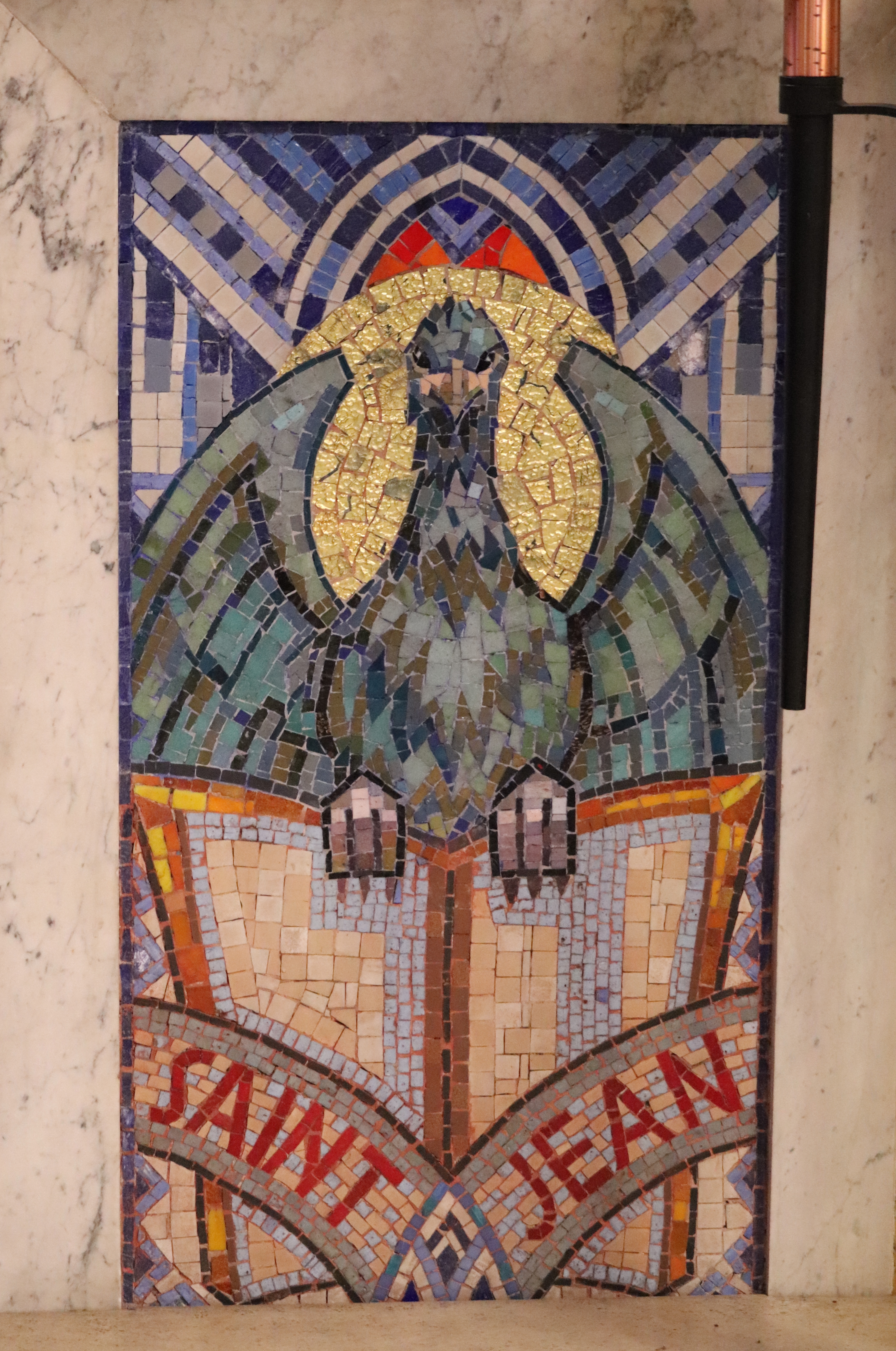
Église Saint-Gérand du Palais. Saint Jean.
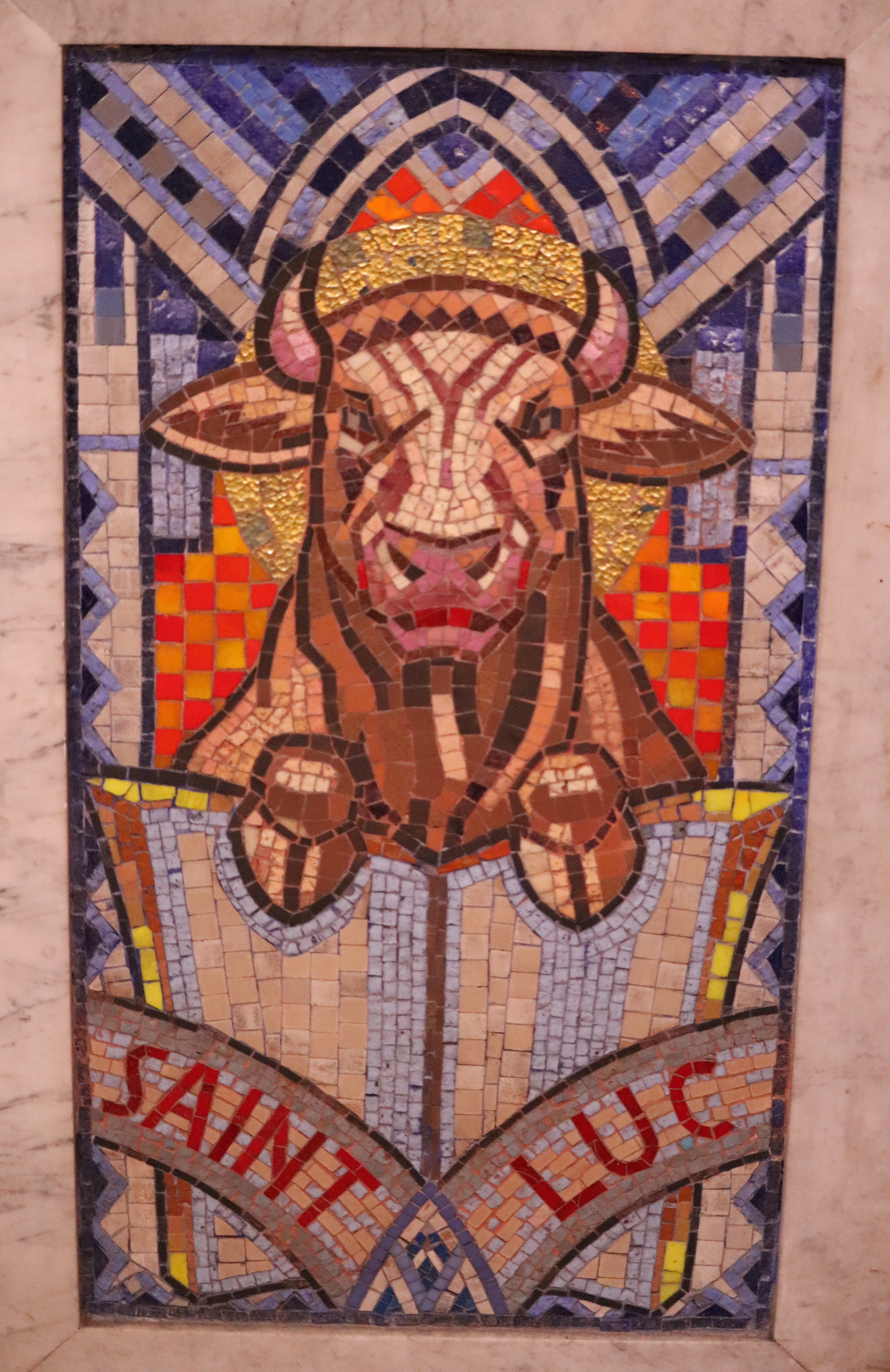
Église Saint-Gérand du Palais. Saint Luc.

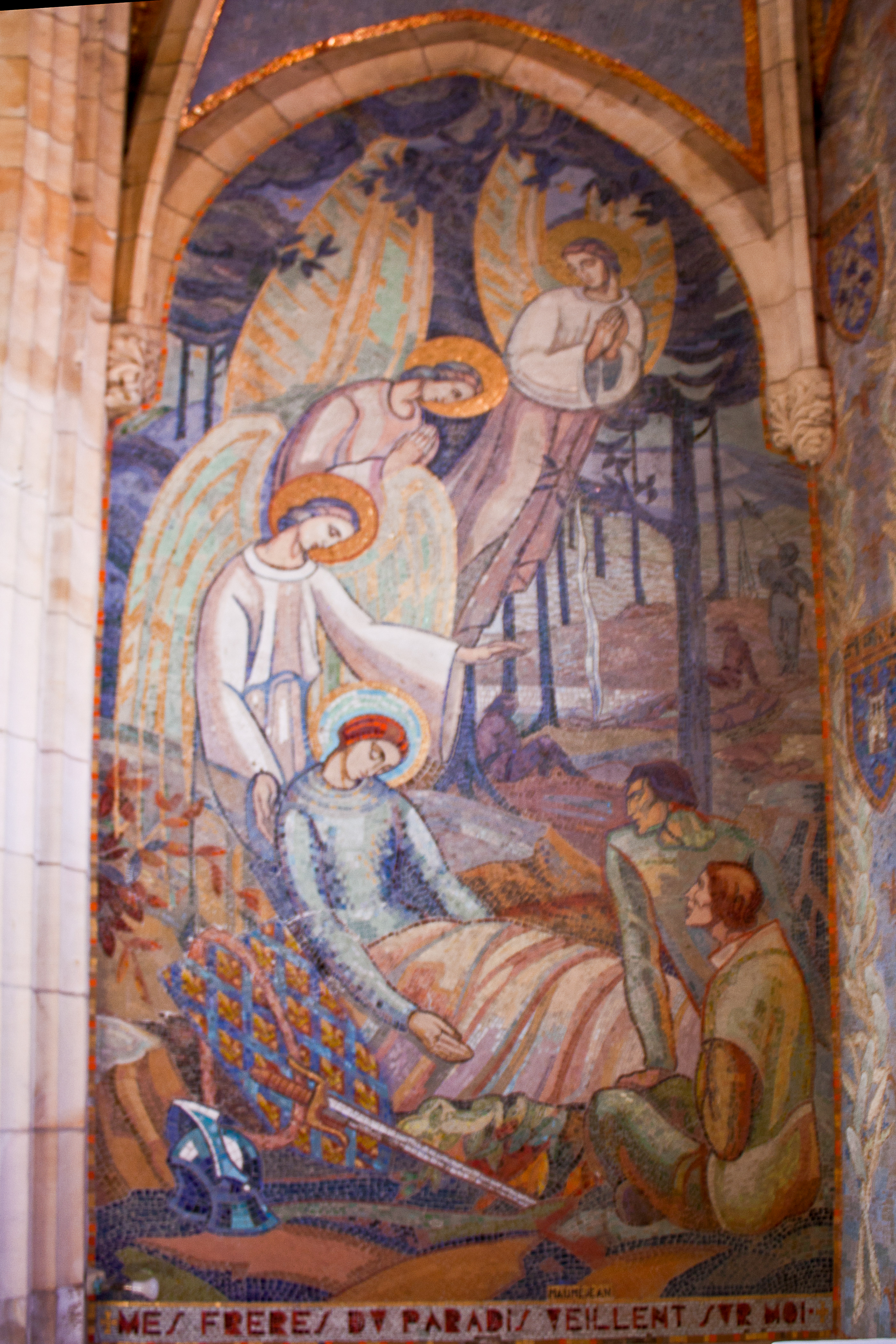
Église de Saint Pierre le Moûtier. Jeanne d'Arc par Carl Mauméjean.
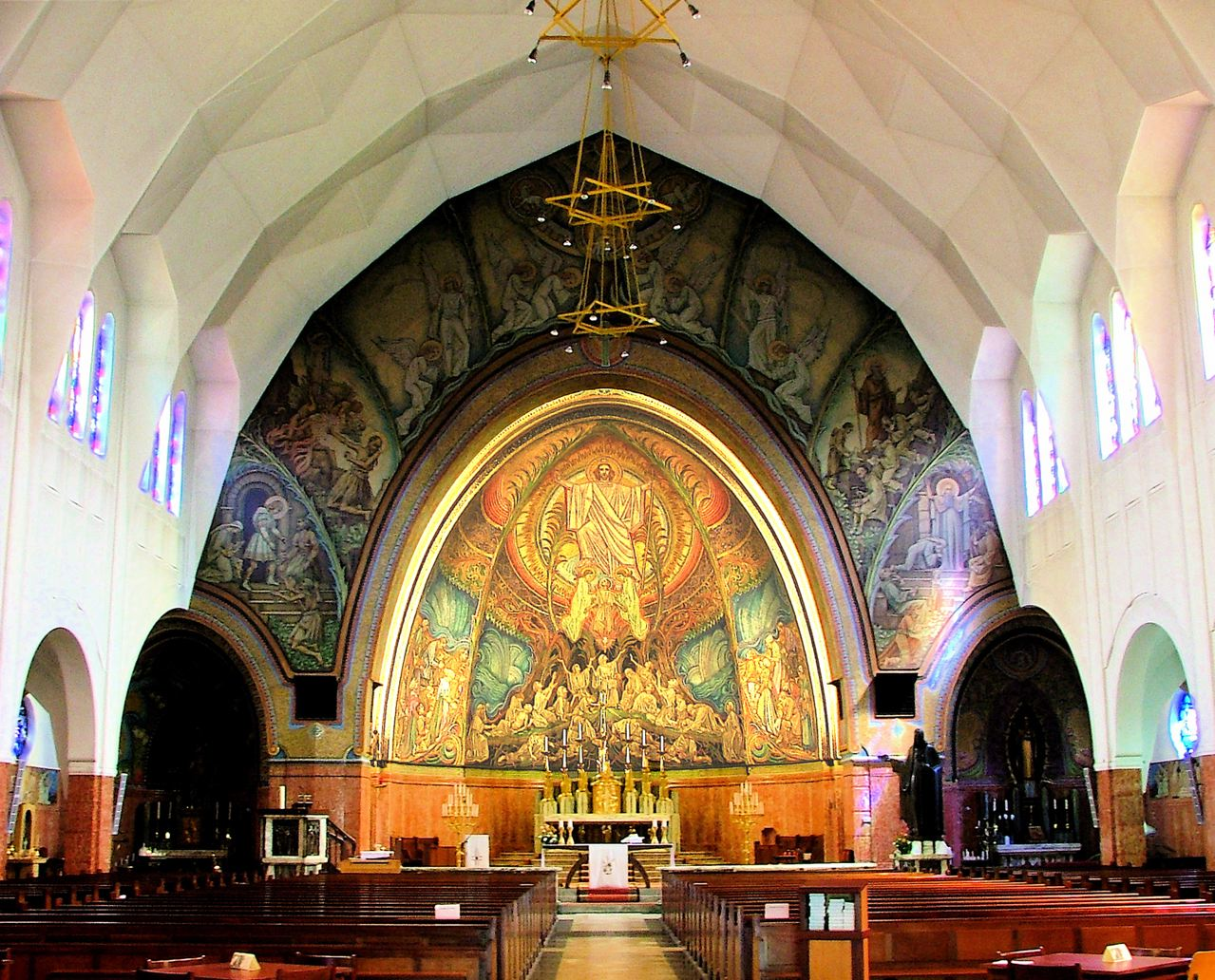
Église de Scheveningen de La Haye.

Vitraux
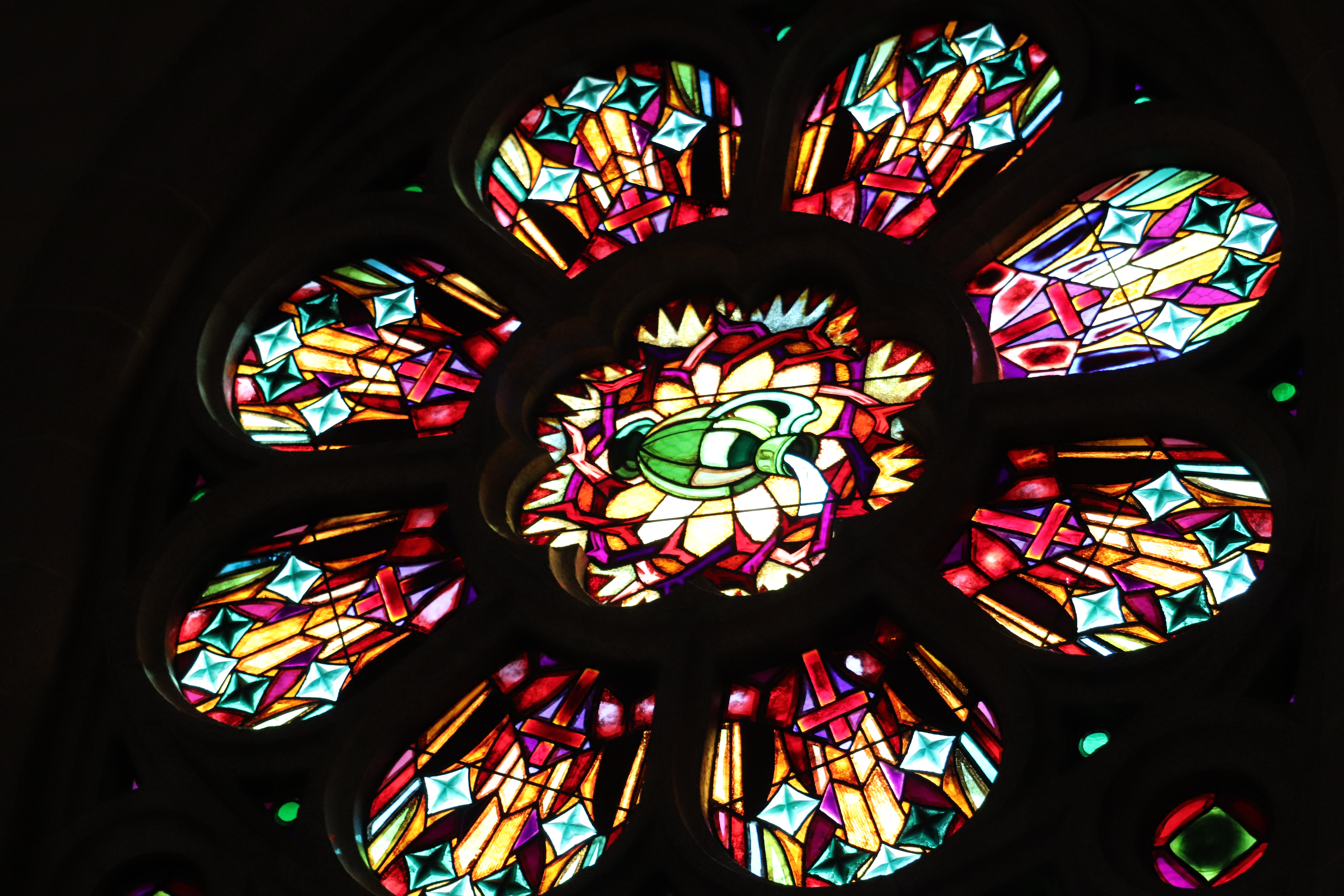
Église Saint-Gérand du Palais. Rosace.
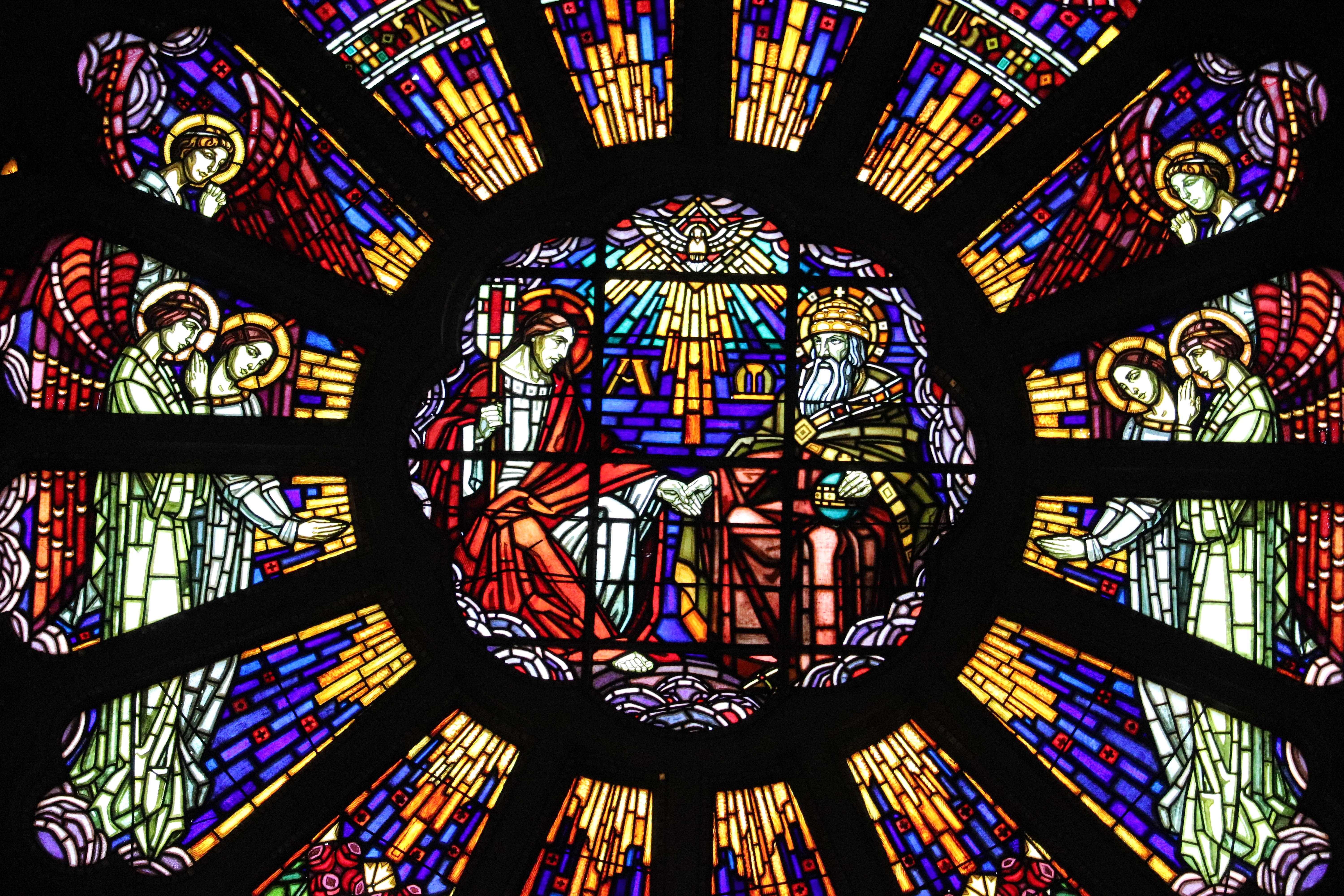
Église Saint-Gérand du Palais. Rosace.
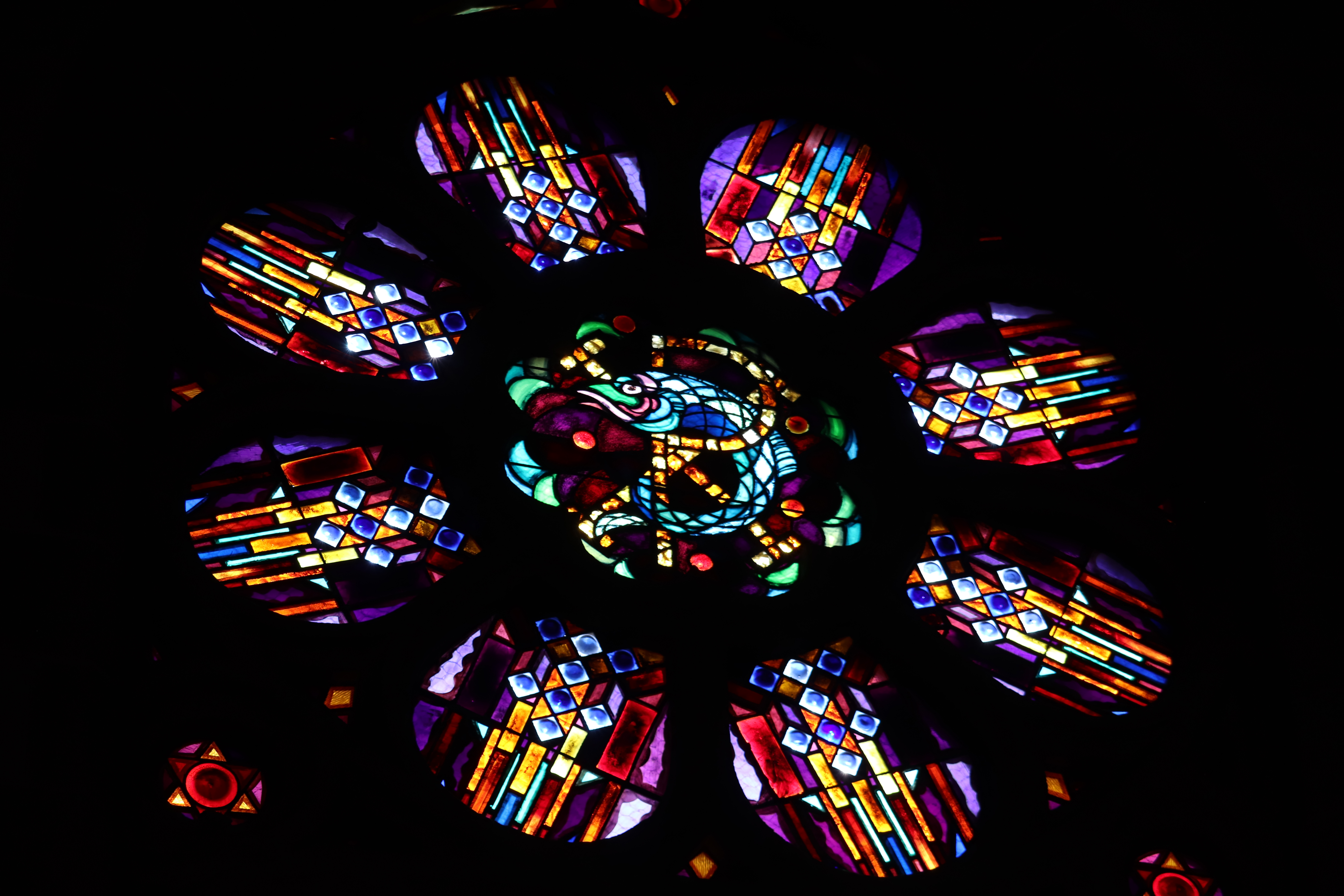
Église Saint-Gérand du Palais. Rosace.
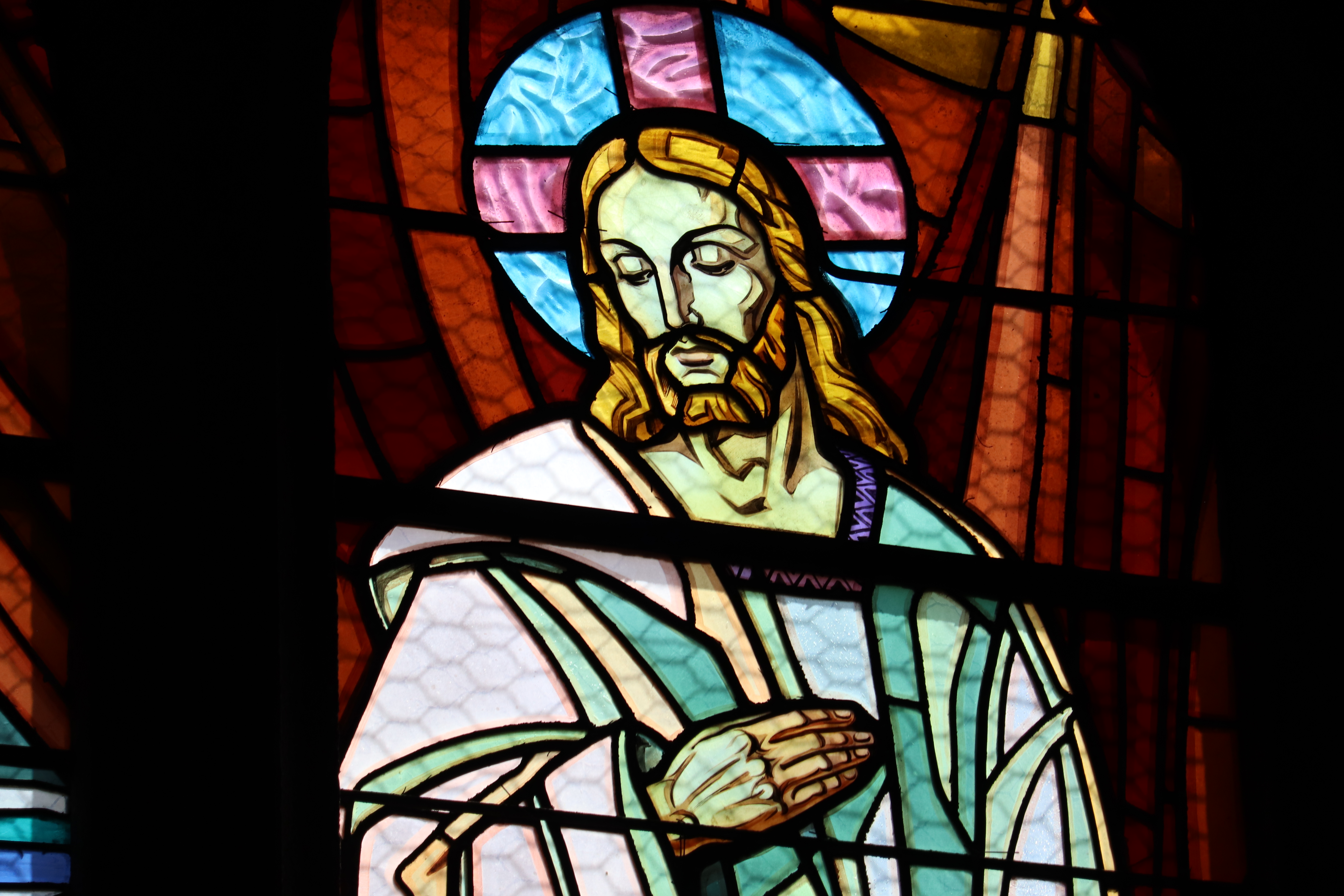
Église Saint-Gérand du Palais. Vitrail.
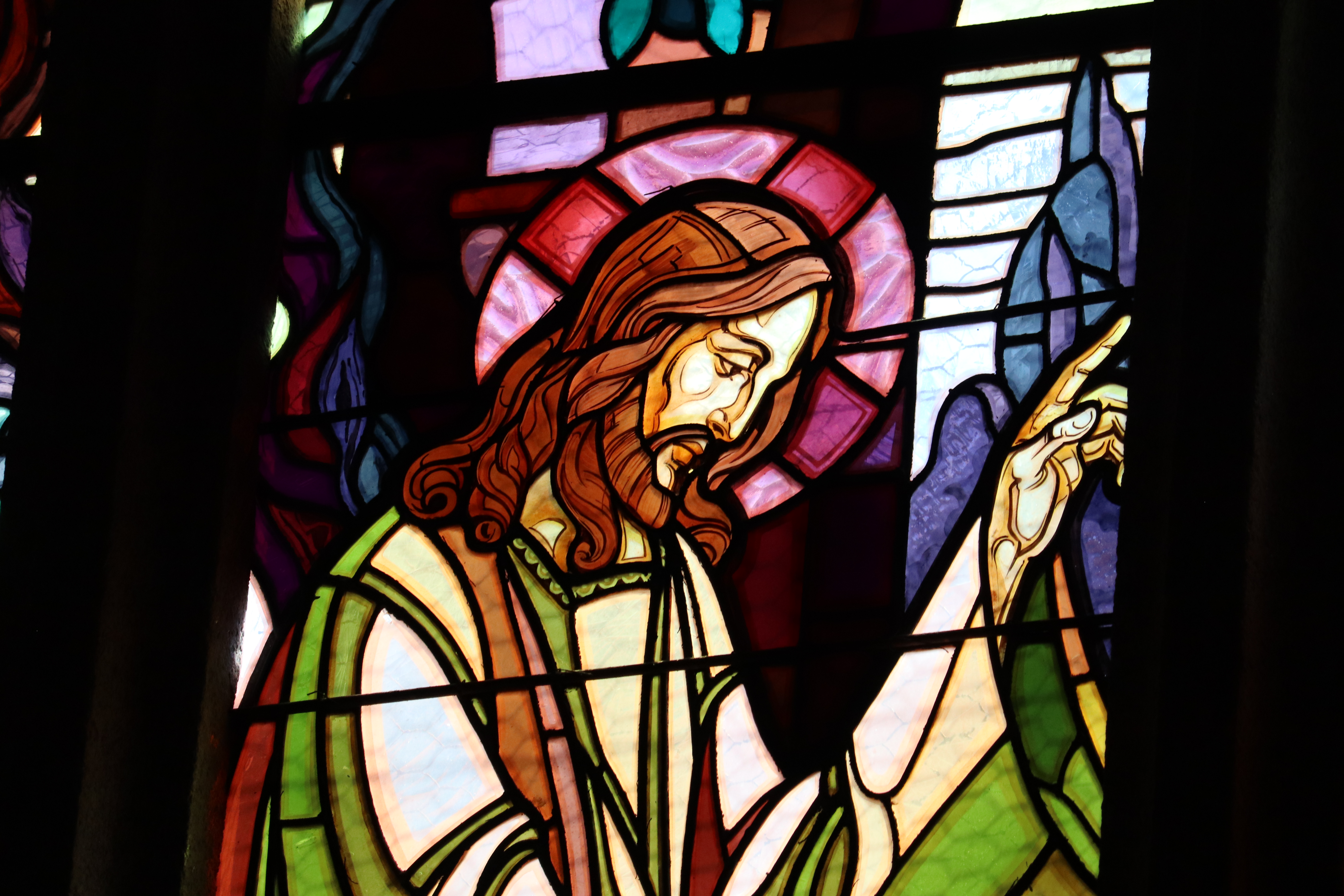
Église Saint-Gérand du Palais. Vitrail.

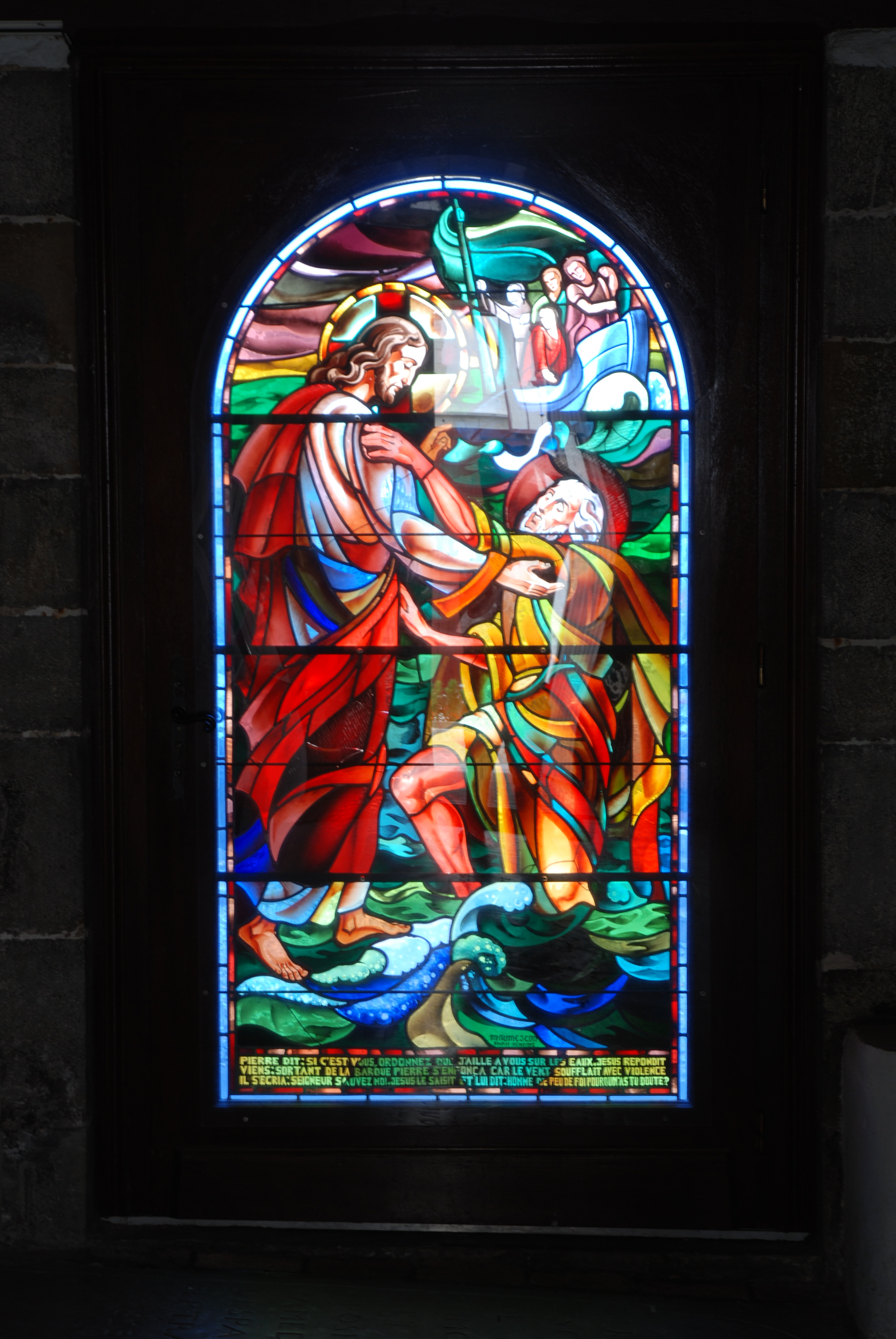
Église de Saint-Pierre-d'Irube.
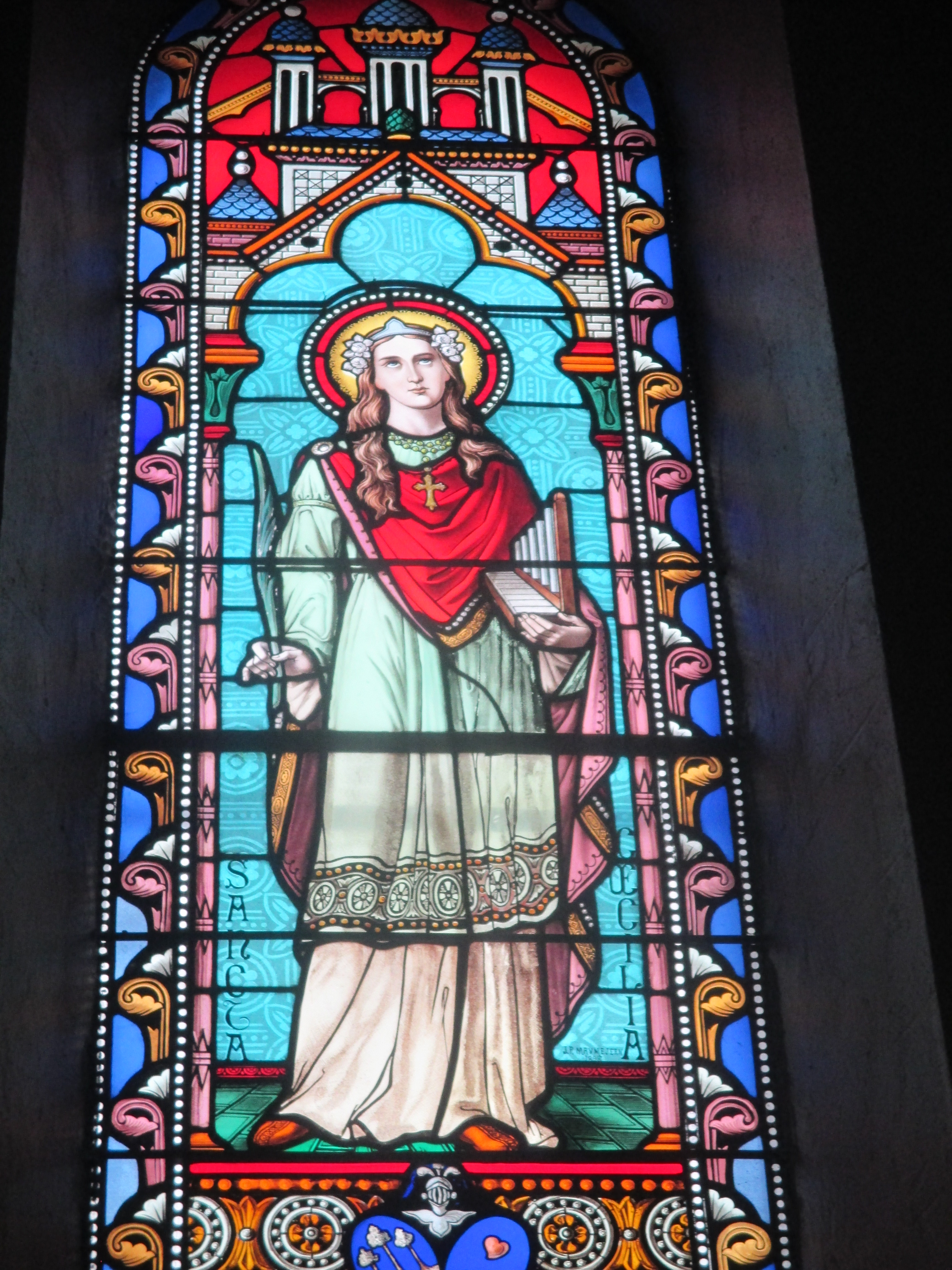
Vitrail de Église Saint-Charles de Biarritz. Sainte Cécile.
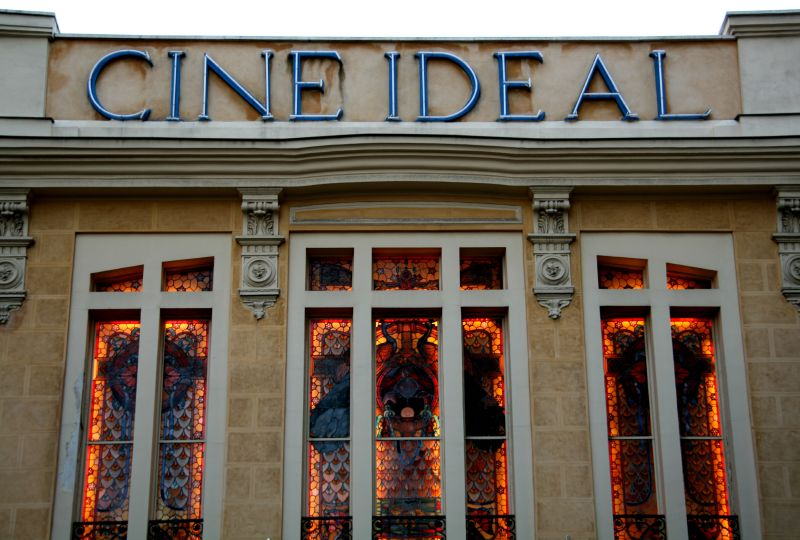
Cine Ideal de Madrid.

Église Saint-Pierre-Saint-Paul d'Ivry-sur-Seine
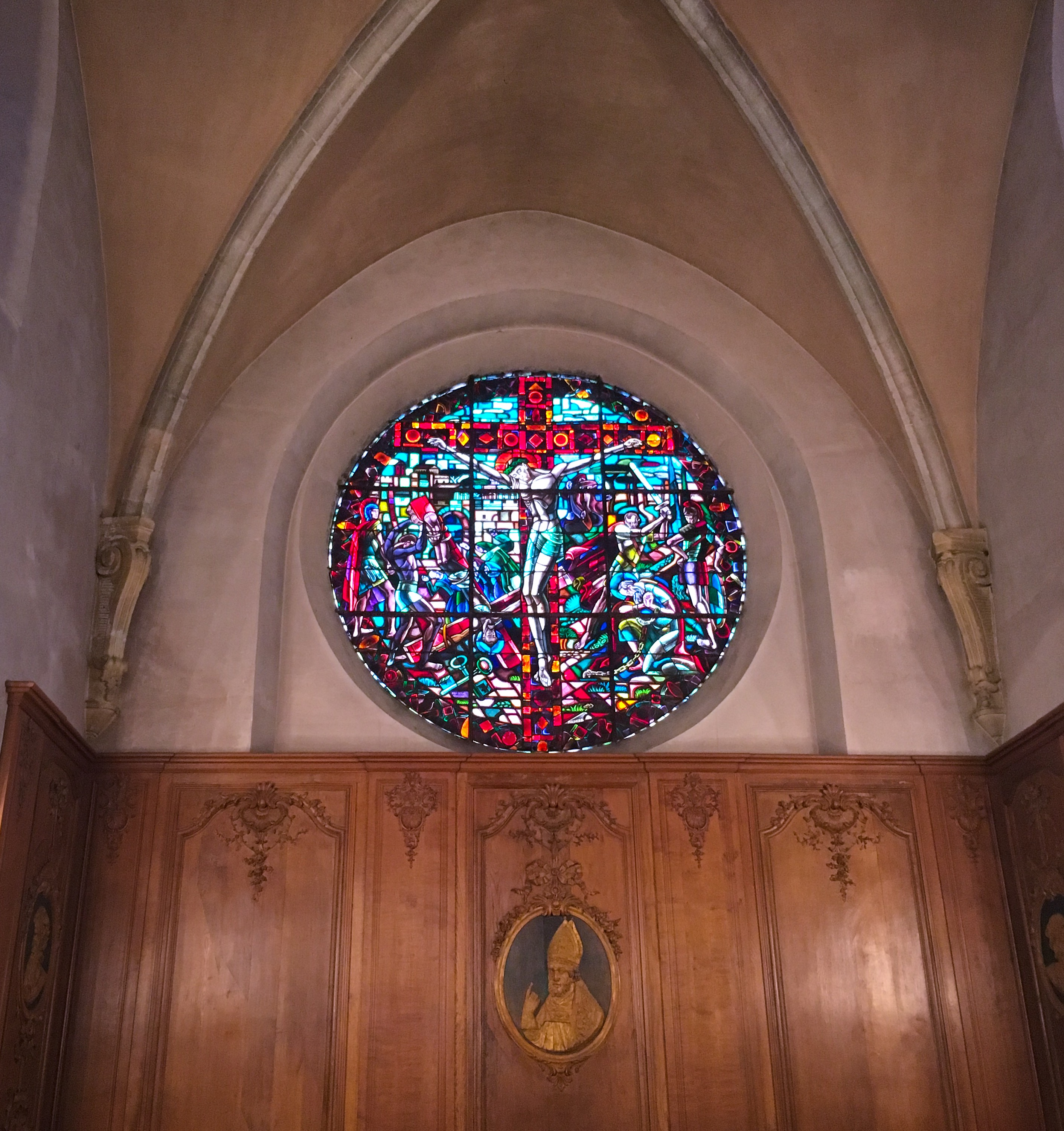
La Crucifixion.
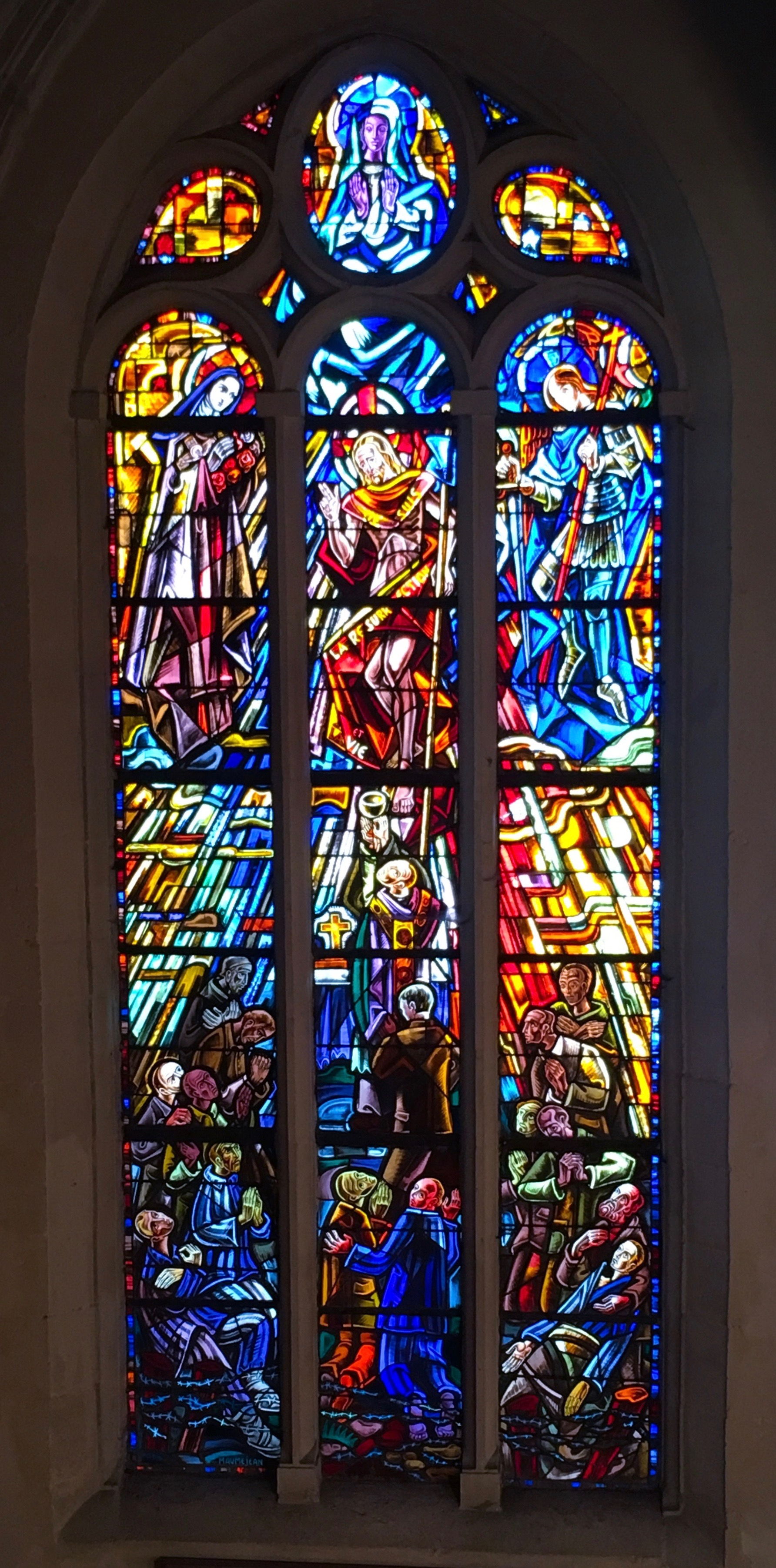
La Messe de Saint Grégoire.
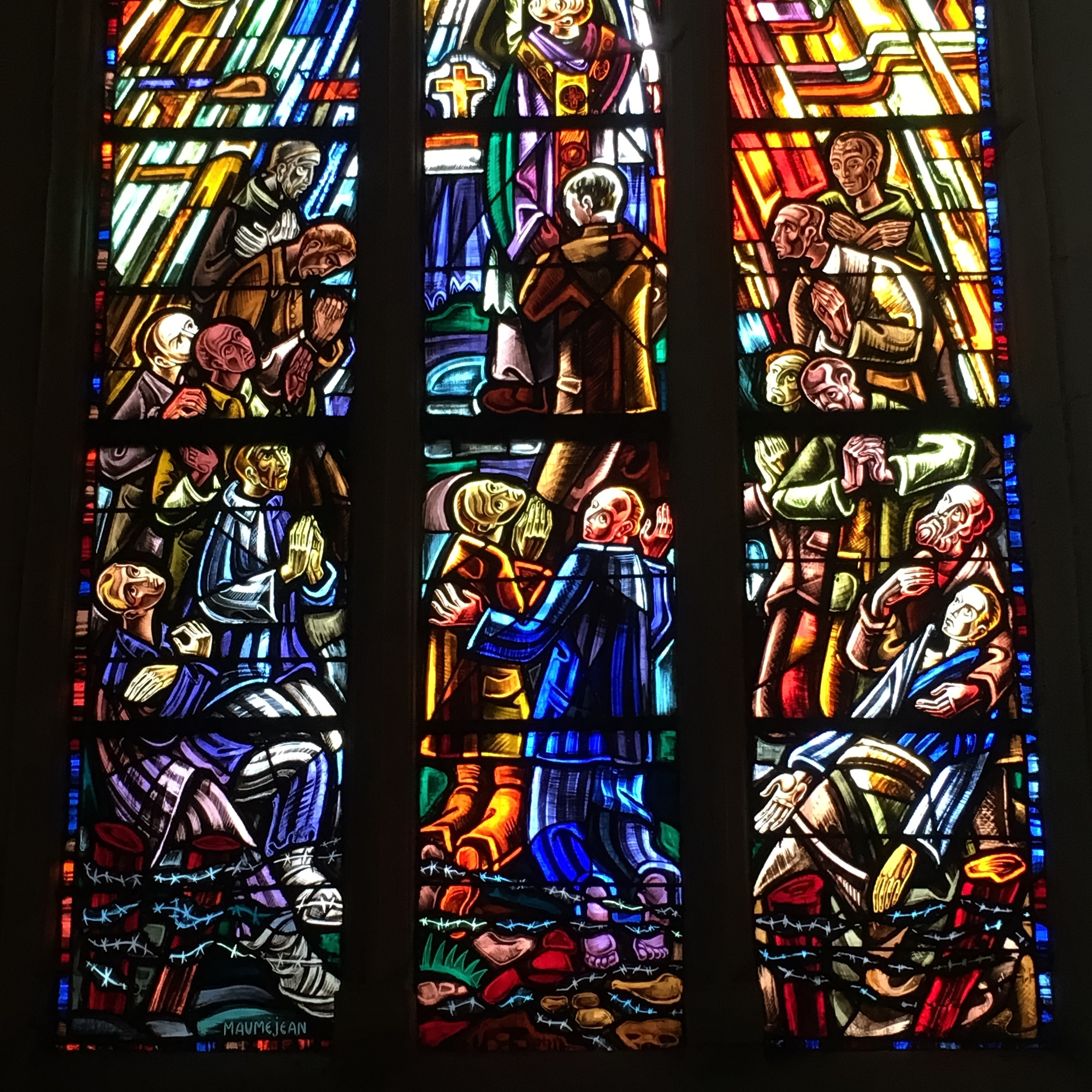
La Messe de Saint Grégoire. Les Déportés.
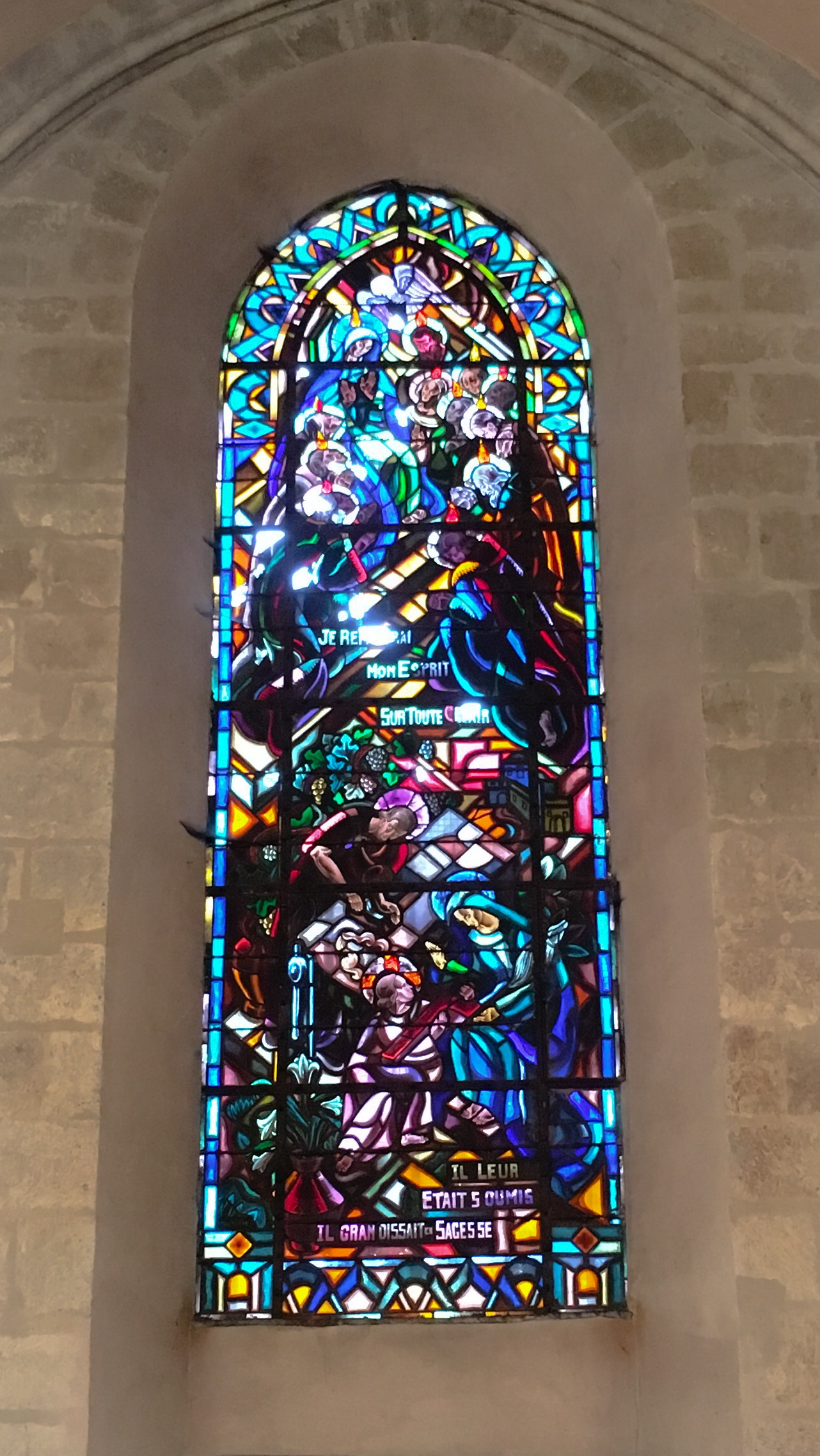
La Pentecôte.
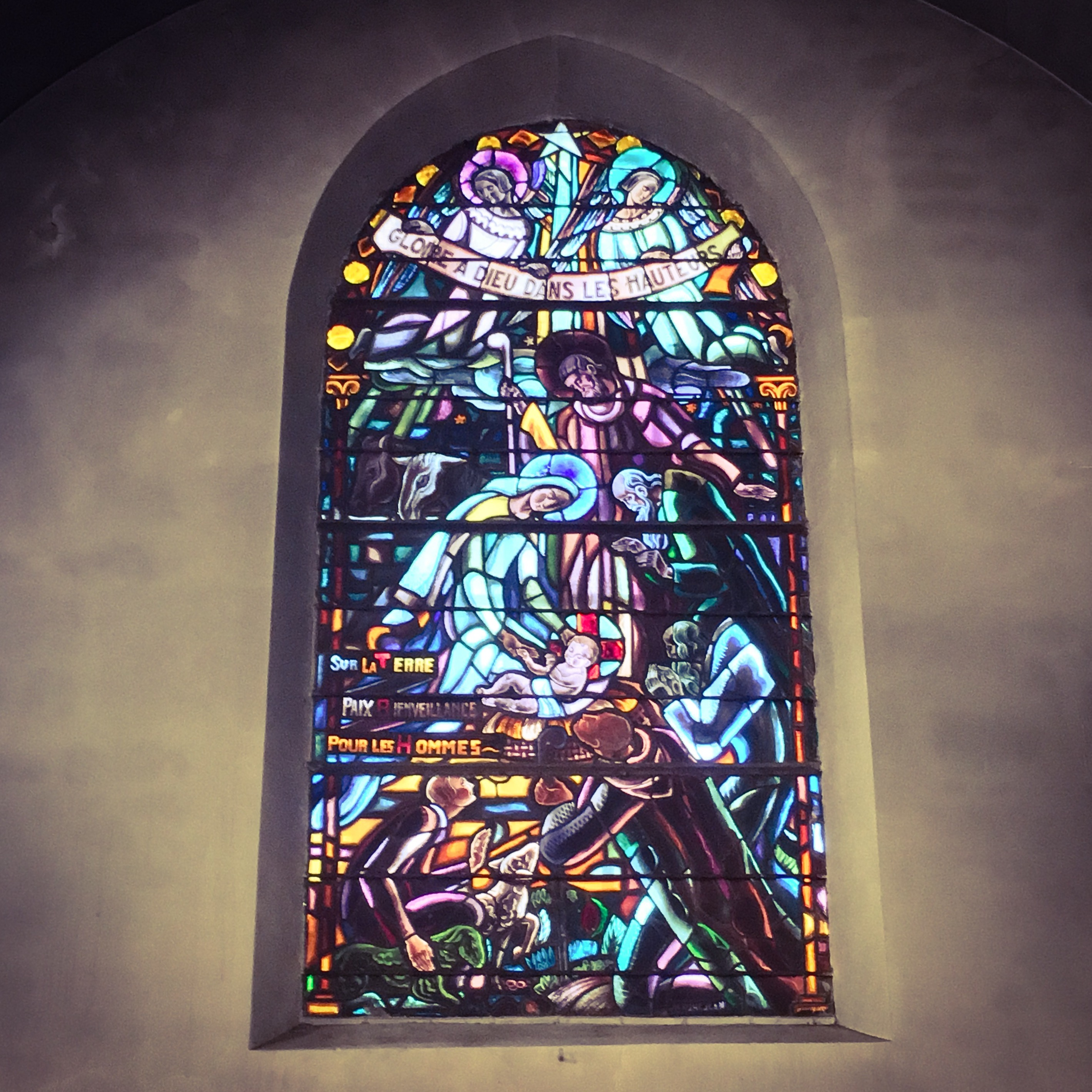
L'Adoration des Mages.

#### Des journaux
- Gazette des arts : Les vitraux oubliés des Mauméjean
- Journal Sud-Ouest Des Verriers célèbres
- La république des Pyrénées : À Pau : Les vitraux de St-Jacques en lumière

#### Des sites web
- Sociedad Maumejan de Vidrieras Artisticas où sous la direction de Francisco Hernando Pascual poursuit l'activité de l'atelier de Madrid.
- Carl Mauméjean sur le site du cimetière du père Lachaise:
- Regard sur... l'atelier Maumejean par Jean-Pierre Monnier.